# Gwyn
Gwyn är ett ord på kymriska, som betyder både vit och helig. Det används också som egennamn. 
Den 31 december 2014 fanns det totalt 5 män och 2  kvinnor folkbokförda i Sverige med namnet Gwyn, varav endast en man bar det som tilltalsnamn.
Namnsdag: saknas